# Perevalî, Turiisk
Perevalî (în ucraineană Перевали) este localitatea de reședință a comunei Perevalî din raionul Turiisk, regiunea Volînia, Ucraina.

## Demografie
Componența lingvistică a localității Perevalî
     Ucraineană (100%)
Conform recensământului din 2001, toată populația localității Perevalî era vorbitoare de ucraineană (100%).